# 방국진
방국진(方國珍, 1319년 － 1374년)은 원(元) 말기의 한족 출신 군벌이다. 이름은 진(珍)이며 국진은 그의 자(字)이다. 후에 곡정(谷貞)으로 고쳤으며(후술), 곡진(谷眞)이라고도 썼다. 방곡진(方谷珍)이라고 쓴 기록도 있다.
원 말의 한족 봉기 가운데 가장 먼저 일어났다.

## 생애
중국 절강(浙江) 태주(台州) 황암(黃岩) 출신으로 영해(寧海, 지금의 저장성 닝하이현) 사람이라고도 한다.
눈이 크고 힘이 세어 범도 맨손으로 잡을 수 있으며 물에 대해서도 잘 알았다. 집안이 가난하여 대대로 소금 장사를 하였다. 원 순제 지정(至正) 8년(1348년) 지주의 모함으로 저장 연안의 송문도(松門島)로 도망쳐 반원의 기치를 내걸고 병사를 일으켜 물길로 운반되던 식량을 약탈하면서 원 조정의 관군을 누차 격파했다. 지정 11년(1351년) 원의 강절행성(江浙行省) 소속 수군을 대려양(大閭洋)에서 섬멸하고, 다시 육전에서 절동도도원수(浙東道都元帥) 태불화(泰不華)의 군대를 격파하였다. 8월, 원의 대사도 다시테무르(達識帖睦邇)가 방국진에게 항복을 권유하였으나, 이듬해 4월 태불화(太不華)가 군마를 정비하자 방국진은 자신을 속이려는 것으로 의심하고 다시 한 번 반원의 기치를 들어 태불화를 쳐서 죽였다. 6월에 황암성을 점령하였다.
그 뒤 방국진은 원의 중서성(中書省)에 뇌물을 주고 시간을 벌었다. 지정 14년(1354년) 9월 방국진은 태주(台州)를 점령하고 이듬해 다시 온주(溫州), 경원(慶元)을 함락시켰으며, 다시금 원 조정으로부터 초안(招安) 관직을 받고 해도운량만호(海道運糧萬戶)에 임명되어 경원으로 이주, 절동(浙東) 지역의 패주(霸主)가 되었으나, 중원 지역에서 벌어지는 패권 다툼에는 개입하지 않은 채 절동 지역에 머무르면서 학교와 수로를 짓고 법을 엄격하게 집행하며 국경을 지키고 백성들을 안정시키기로 하였다.
지정 16년(1356년) 장사성(張士誠)이 장강(양자강, 揚子江)을 넘어 남쪽으로 내려와 소주(蘇州)를 점령하고 절동 지역으로의 침공을 꾀하였다. 방국진은 원으로부터 강절행성참지정사(江浙行省參知政事) 관직을 받고 병사를 일으켜 장사성을 쳐서 곤산(昆山), 태창(太倉) 방면으로 진출하였다. 그는 연전연승하며 장사성이 원 조정에 투항하도록 몰아갔고, 이에 원 조정은 방국진에게 태위(太尉), 강절행성좌승상(江浙行省左丞相)으로 임명하고 구국공(衢國公)의 인(印)을 하사하여 절동 지역의 지배권을 공인하였다.
지정 18년(1358년) 12월 주원장(朱元璋)이 보낸 군이 구주(衢州), 무주(婺州) 지역으로 내려왔고 방국진을 초유하였다. 이듬해 3월 방국진은 원 조정에 땅을 바치고 투항, 복건행성평장정사(福建行省平章政事)로 임명되었다. 방국진은 평장의 인신은 받아들이면서도 실제 부임은 거부하였다. 10월 방국진은 다시 원 조정으로부터 강절행성평장정사(江浙行省平章政事) 직책을 받고 원 조정에 계속해서 식량을 제공하였다. 주원장은 사람을 시켜 편지로 방국진의 12가지 죄를 열거하며 그를 꾸짖었고, 두 사람의 사이는 악화되었다.
『고려사(高麗史)』와 『고려사절요(高麗史節要)』에는 고려 공민왕 7년(1358년) 4월과 8년(1359년) 8월 태주에서 방국진이 사자를 보내 방물을 바쳤고, 고려가 홍건적의 난을 겪고 난 뒤인 1364년 6월과 1365년 8월, 10월에도 명주(明州)에서 사자를 고려에 보내어 침향이나 궁시 및 《옥해》, 《통지》 등의 서적을 바쳤다는 기록이 있으며, 해당 기록에서 방국진을 '명주사도(明州司徒)'로 부르고 있다. 방국진의 고려로의 사신 파견은 장사성에 이어 두 번째였다.
지정 22년(1362년) 방국진은 원의 코케 테무르(擴廓帖木兒)나 복건(福建)의 진우정(陳友定)과 동맹을 맺어 주원장에 항거하였으나, 이듬해인 지정 23년(1363년) 남방 최대의 한인 군웅이었던 진우량(陳友諒)이 파양호(鄱陽湖)에서 주원장의 대대적인 공격을 받아 몰락하였다. 방국진은 이에 이에 위협을 느껴 고려에 원조를 요청하려 하였으나, 지정 27년(1367년) 9월에 주원장은 주량조(朱亮祖), 탕화(湯和), 오정(吳禎), 요영충(廖永忠)을 보내어 절동을 치게 하였다.
10월 주원장의 군은 황암과 온주를 쳐서 점령하였고 방국진의 수군을 조아강(曹娥江)에서 쳐부수었다. 방국진은 물러나 주산(舟山)을 지켰고, 12월에 부득이하게 투항하였다. 그는 부하 첨정(詹鼎)의 계책을 받아들여서 모든 죄를 당질인 방명선(方明善)에게 씌웠고, 이 죄로 인해서 병사들이 저항할 것을 두려워하였다. 주원장은 그가 변덕스러움을 꾸짖고 그의 나머지 부하들과 태주부(台州府)와 현의 관리들을 모두 안휘(安徽)의 제주(滁州) 둔전으로 이주시켰다. 투항한 뒤 주원장의 아버지 '세진(世珍)'의 이름을 피해서 이름을 '곡정(谷貞)'으로 고쳤다.
명(明) 홍무(洪武) 2년(1369년) 방곡정은 자선대부(資善大夫), 광서좌승상(廣西左丞相)으로 임명되었으나 실제 관직에 부임하지는 않고 식록만을 얻는 데에 그쳤으며 남경(南京)에 저택을 하사받았다.

## 사망
홍무 7년(1374년) 3월에 사망하였다. 향년 56세였다. 남경 동쪽 20리 옥산(玉山) 벌판에 장사지냈다. 홍무제는 그를 위해 몸소 제사를 올리고, 한림학사(翰林學士) 송렴(宋濂)에게 《고 자선대부 광시 등행중서성좌승상 방공 신도비명》(故資善大夫廣西等行中書省左丞方公神道碑銘)을 지어 조제하게 하였다.
아들 방례(方禮)는 관직이 광양위지휘첨사(廣洋衛指揮僉事)에 이르렀고, 방관(方關)은 호분위천호소진무(虎賁衛千戶所鎭撫)로 임명되었다. 방관의 동생 방행(方行)은 자가 명민(明敏)으로 시를 잘 지었으며 학사 송렴의 칭찬을 듣기도 하였다.

## 같이 보기
- 장사성
- 주원장
- 진우량